# أنطونيو لوبيز (رسام)
أنطونيو لوبيز (بالإسبانية: Antonio López García) (و. 1936  م) هو رسام، ونحات، وأستاذ جامعي إسباني، ولد في توميلوسو، سيوداد ريال، شارك في دوكومنتا 6 ‏.

## التعليم
تعلم في الأكاديمية الملكية للفنون الجميلة في سان فرناندو ‏.

## جوائز
حصل على جوائز منها:
- دكتوراه فخرية (2018)[13]
- الدكتوراة الفخرية من جامعة مرسية  [لغات أخرى]‏ (2014)[14]
- الميدالية الذهبية لمدريد  [لغات أخرى]‏ (2010)
- جائزة توماس فرانسيسكو بريتو  [لغات أخرى]‏ (1992)
- جائزة أميرة أشتوريس للفنون  [لغات أخرى]‏ (1985).